# Југозапад (САД)
Југозапад (енгл. Southwestern United States) је регион у САД.

Састоји се од следећих држава:
- Аризона, држава
- Нови Мексико, држава
- Оклахома, држава
- Тексас, држава